# 圖瓦共和國國旗
圖瓦共和國國旗的旗桿一側為黃色三角形，其他大部分面積是淺藍色，淺藍色部分中一個白色的丫字型。白色象徵白銀和美德；黃色象徵黃金和佛教；藍色象徵牧民的道德和圖瓦的天空。圖瓦國旗啟用於1992年9月18日。國旗的長寬比是1:2。

## 历史旗帜
- 乌梁海边疆区
（1917年－1918年）
非正式
- 乌梁海边疆区
（1918年－1921年）
- 乌梁海边疆区
（1921年）
非正式
- 唐努图瓦人民共和国
（1921年－1926年）
- 图瓦人民共和国
（1926年－1930年）
- 图瓦人民共和国
（1930年）
- 图瓦人民共和国
（1930年－1933年）
- 图瓦人民共和国
（1933年－1939年）
- 图瓦人民共和国
（1939年－1941年）
- 图瓦人民共和国
（1941年－1943年）
- 图瓦人民共和国
（1943年－1944年）
- 圖瓦自治州
（1944年－1955年）
- 圖瓦自治州
（1955年－1962年）
- 圖瓦蘇維埃社會主義自治共和國
（1962年－1971年）
- 圖瓦蘇維埃社會主義自治共和國
（1971年－1978年）
- 圖瓦蘇維埃社會主義自治共和國
（1978年－1992年）
- 圖瓦共和國
（1992年－2002年）